# Michael Ruse
Michael Escott Ruse (Birmingham, 21 de junio de 1940-1 de noviembre de 2024) fue un filósofo de la ciencia canadiense, aunque británico de nacimiento. Trabajó en el campo de la filosofía de la biología y, especialmente, sobre la discusión entre el creacionismo y la biología evolutiva. Autor prolífico, publicó libros y artículos diversos en distintas prestigiosas editoriales universitarias. Fundó la revista Biology and Philosophy.

## Formación
Nació en Inglaterra, se licenció en la Universidad de Bristol (1962), hizo su maestría en la McMaster University, Hamilton, Ontario (1964), y obtuvo su doctorado en la Universidad de Bristol (1970).[cita requerida]

## Docencia
Ruse enseñaba en la Universidad de Guelph, Canadá, desde hace 35 años. Desde su retiro de Guelph, impartió clases en la Florida State University y fue, desde el 2000, Lucyle T. Werkmeister Professor of Philosophy. En 1986 lo eligieron miembro de la Royal Society of Canada y de la American Association for the Advancement of Science. Recibió doctorados Honoris Causa de la Universidad de Bergen, de Noruega (1990), y de la Universidad de McMaster, Ontario, Canadá (2003).[cita requerida]

## Creacionismo vs. darwinismo
Fue testigo experto para la Unión de Libertades Civiles Norteamericanas en el juicio creacionista de Arkansas de 1981 (McLean v. Arkansas), consiguiendo la inconstitucionalidad de la ley del estado que permitía la enseñanza de la “ciencia de la creación” en el sistema escolar de Arkansas.[cita requerida]
Ruse tomó la posición de que es posible reconciliar la religión cristiana con la teoría evolutiva, enfrentándose, por ejemplo, a Richard Dawkins, Phillip E. Johnson, Edward O. Wilson o William A. Dembski. Michael Ruse, en lugar de predicar el ateísmo y el diseño inteligente, defendió la posibilidad de reflexionar acerca del modo de conciliar ciencia y religión.[cita requerida]
Enemigo intelectual de los neodarwinistas “radicales”, opinaba acerca de sus detractores: “Yo creo que son un absoluto desastre en la lucha contra la teoría del diseño inteligente. Ninguno de ellos ha estudiado la fe cristiana seriamente para poder opinar sobre sus ideas. Resulta burdo y llanamente inmoral aseverar que el cristianismo es tan sólo una fuerza del mal.”[cita requerida]
Ruse, especialmente crítico con el último libro de Richard Dawkins, El espejismo de Dios, declaró: “[El libro] me hace sentir vergüenza de ser ateo”.[cita requerida]
Pertenece a la Sociedad Internacional para la Ciencia y la Religión.